# Game Developers Conference
La Game Developers Conference (GDC) è il più grande raduno annuale degli sviluppatori di videogiochi professionisti. L'evento comprende un expo, eventi di networking, premi mostra come l'Independent Games Festival e le Game Developers Choice Awards e conferenze di professionisti del settore dei videogiochi che coprono argomenti legati alla programmazione, progettazione, audio, produzione e arti visive.